# Zazoo U
«Zazoo U» — американский мультсериал, который транслировался в блоке Fox Children’s Network в субботу утром с 8 сентября по 8 декабря 1990 года. Шоу было создано детским писателем Шейном ДеРольфом.
Право собственности на сериал перешло к Disney в 2001 году, когда Disney приобрела Fox Kids Worldwide. Однако весь сериал ещё не вышёл на Disney+.
Сериал рассказывает о выходках университетского колледжа, населенного разными животными.

## Роли озвучивали
- Майкл Хортон — Боинк (англ. Boink)
- Джерри Хаузер — Гризл (англ. Grizzle)
- Брайан Каммингс — Бычок (англ. Bully)
- Нил Росс — Логан Чомпер (англ. Logan Chomper)
- Тресс МакНил — мисс Дивайн (англ. Ms. Dvine)
- Сьюзан Сило — Тесс (англ. Tess)
- С. Скотт Баллок — Слого Бонито (итал. Slogo Bonito)
- Стю Розен — доктор Рассел (англ. Dr. Russell)
- Дэнни Манн — Рарф (англ. Rarf)
- Ли Томас — Сеймур (англ. Seymour)
- Дориан Хэрвуд — Бак (англ. Buck), Роулд-О (англ. Rawld-O)

## Список эпизодов
1. Девятимильная свая (The Nine Mile Pile)
2. Коробка с мелками, которая заговорила (The Crayon Box That Talked)
3. Поиск смысла жизни (Search for the Meaning of Life)
4. Вчерашний зоопарк (Yesterday’s Zoo)
5. Больше — значит лучше? (Is Bigger Better?)
6. Хар Ви и Сью (Har V and Sue)
7. Балли теряет самообладание (Bully Loses His Temper)
8. Поделитесь стулом (Share a Chair)
9. Блюз мисс Дивайна (Ms. Devine’s Blues)
10. Без обязательств (No Strings Attached)
11. Деньги для музыки (Money for Music)
12. Одно единственное семя (One Single Seed)
13. Рэп Боинка (Boinks’s Rap)